# Hazelton, Kansas
Hazelton là một thành phố thuộc quận Barber, tiểu bang Kansas, Hoa Kỳ. Năm 2010, dân số của xã này là 93 người.

## Dân số
Dân số các năm:
- Năm 2000: 0 người
- Năm 2010: 93 người